# Жанель Моне
Жанель Моне Робінсон (англ. Janelle Monáe Robinson; нар. 1 грудня 1985, Канзас-Сіті, Канзас, США) — американська співачка, авторка пісень, акторка та продюсерка. Активістка ЛГБТ-руху.

## Біографія
Жанель Моне переїхала з Канзас-Сіті до Нью-Йорка для вивчення театральної майстерності в Американській музичній і театральній академії. Спочатку хотіла збудувати кар'єру на Бродвеї, пізніше змінила рішення і почала займатися музикою, яка, на її думку, могла б перевернути світ.

## Особисте життя
В інтерв'ю 2018 року Моне розповіла, що ідентифікує себе і як бісексуалку і як пансексуалку.

## Кар'єра
Знялася в двох фільмах 2016 року: «Приховані фігури» та «Місячне сяйво». Остання з них отримала премію «Оскар» в категорії «Найкращий фільм».

## Фільмографія

### Кіно
| Рік  | Українська назва               | Оригінальна назва  | Роль               | Примітки    |
| ---- | ------------------------------ | ------------------ | ------------------ | ----------- |
| 2014 | Ріо 2                          | Rio 2              | докторка Моне      | озвучування |
| 2016 | Місячне сяйво                  | Moonlight          | Тереза             |             |
| 2016 | Приховані фігури               | Hidden Figures     | Мері Джексон       |             |
| 2018 | Дивовижний світ Марвена        | Welcome to Marwen  | Джулі              |             |
| 2019 | UglyDolls. Ляльки з характером | UglyDolls          | Менді              | озвучування |
| 2019 | Гарріет                        | Harriet            | Марі Б'юкенон      |             |
| 2019 | Леді і Блудько                 | Lady and the Tramp | Пег                | озвучування |
| 2020 | Глорії                         | The Glorias        | Дороті Пітман Г'юз |             |
| 2020 | Антебеллум                     | Antebellum         | Вероніка Генлі     |             |
| 2022 | Ножі наголо 2                  | Knives Out 2       | Кассандра Бренд    |             |

### Телебачення
| Рік  | Українська назва                 | Оригінальна назва                | Роль                 | Примітки                              |
| ---- | -------------------------------- | -------------------------------- | -------------------- | ------------------------------------- |
| 2009 | Зоряна брама: Всесвіт            | Stargate Universe                | камео                | Епізод: «Earth»                       |
| 2013 | Американський тато!              | American Dad!                    | ведуча (озвучування) | Епізод: «The Boring Identity»         |
| 2013 | Суботнім вечором в прямому ефірі | Saturday Night Live              | камео                | Епізод: «Edward Norton/Janelle Monáe» |
| 2017 | Електричні сни Філіпа К. Діка    | Philip K. dick's Electric Dreams | Еліс                 | Епізод: «Autofac»                     |
| 2018 | Брудний комп'ютер                | Dirty Computer                   | Джейн 57821          | Короткометражний телевізійний фільм   |
| 2020 |                                  | Sex, Explained                   | камео                | Оповідачка                            |
| 2020 | Повернення додому                | Homecoming                       | Джекі                | Регулярна роль, сім епізодів          |

### Відеоігри
| Рік  | Назва               | Роль | Примітки |
| ---- | ------------------- | ---- | -------- |
| 2019 | Heroes of the Storm | Кіра | Голос    |

## Дискографія
- The ArchAndroid (2010)
- The Electric Lady (2013)
- Dirty Computer (2018)

## Тури

### Хедлайнінг
- Metropolis Tour (2008)
- The ArchAndroid Tour (2010)
- Hooligans in Wondaland (з Бруно Марсом) (2011)
- Campus Consciousness Tour (з fun.)  (2011)
- Summer Soul Festival (з Емі Вайнхаус і Майєром Хоторном) (2011)
- The Electric Lady Tour (2013)
- The Golden Electric Tour (з Кімбр) (2014)
- Dirty Computer Tour (2018)

### На розігріві
- No Doubt Summer Tour (No Doubt) (2009)
- Out My Mind, Just in Time World Tour (Еріка Баду) (2010)
- California Dreams Tour (Кеті Перрі) (2011)
- I'm with You World Tour (Red Hot Chili Peppers) (2012)

## Нагороди та номінації
| Рік  | Премія                        | Категорія | Результат |
| ---- | ----------------------------- | --- | --------- |
| 2009 | Греммі                        | Найкращий альтернативний виступ («Many Moons»)                                                                      | Номінація |
| 2010 | ASCAP                         | Авангард премія | Перемога  |
| 2010 | MTV Video Music Awards        | Найкраща хореографія («Tightrope»)                                                                                  | Номінація |
| 2011 | NME Awards                    | Best Track | Перемога  |
| 2013 | Греммі                        | Премія «Греммі» за найкращу пісню року                                                                              | Номінація |
| 2016 | Асоціація кінокритиків Чикаго | Премія Асоціації кінокритиків Чикаго за найкращу жіночу роль другого плану («Приховані фігури» — невизнані героїні) | Номінація |
| 2016 | Асоціація кінокритиків Чикаго | Найперспективніша актриса (Приховані фігури — невизнані героїні та «Місячне сяйво»)                                 | Номінація |